# 노르웨이 국왕
노르웨이는 다른 국가에 비해 독자적인 군주 수가 적고, 다른 강국들과의 동군연합을 이루어왔다. 크누트 대왕 시기에는 북해 제국에 편입되었으며, 이후엔 독자적인 군주를 가지지만 스웨덴 왕국의 지배를 거쳐, 칼마르 연합을 이루게 된다. 이후 체제에 반발하던 스웨덴이 독립하면서 연합은 해체되고 덴마크 왕국과 노르웨이 왕국이 결합하여 덴마크-노르웨이 동군연합이 수립되면서 덴마크의 군주가 노르웨이의 군주를 겸한다. 그러나 나폴레옹 전쟁 중 덴마크가 프랑스 제1제국에 가담하였기 때문에, 빈 회의에서 노르웨이는 스웨덴에 할양된다. 노르웨이 의회에서는 이에 반대하여 올덴부르크 왕가의 크리스티안 프레데리크를 추대하지만 이에 반발한 스웨덴에 패해 노르웨이가 자치를 누리는 조건으로 동군연합을 이룬다. 하지만 1905년 노르웨이 의회가 글뤽스부르크 왕가의 프레데리크 8세의 차남을 호콘 7세로 추대하고 오스카르 2세가 이를 승인하면서 노르웨이는 다시 독자적인 군주를 가지게 되었다.

## 노르웨이의 군주
| 계열 | 노르웨이 군주의 계열      |
| I    | 독자적인 군주             |
| D    | 덴마크와 동군연합         |
| S    | 스웨덴과 동군연합         |
| DS   | 덴마크, 스웨덴과 동군연합 |
| R    | 대공위시대                |

| 계열 | 이름                  | 왕가             | 즉위년도 | 퇴위년도 | 비고                                          |
| ---- | --------------------- | ---------------- | -------- | -------- | --------------------------------------------- |
| I    | 하랄 1세              | 하르파그리       | 872      | 932      | 통일 노르웨이 최초의 군주                     |
| I    | 에이리크 1세          | 하르파그리       | 929      | 934      | 폐위당한 뒤 노섬브리아로 망명                 |
| I    | 호콘 1세              | 하르파그리       | 934      | 960      |                                               |
| I    | 하랄 2세              | 하르파그리       | 961      | 970      | 덴마크의 하랄드 블라톤에게 살해당함           |
| D    | 하랄드 블라톤         | 크누트           | 970      | 985      | 덴마크 왕                                     |
| R    | 호콘 시구르손         |                  | 970      | 995      | 하랄드 블라톤이 임명한 괴뢰                   |
| I    | 올라프 1세            | 비겐             | 995      | 1000     |                                               |
| D    | 스베인 튜구스케그     | 크누트           | 1000     | 1013     | 해럴드 블루투스의 아들, 크누트 대왕의 아버지. |
| R    | 에이리크 호콘손       |                  | 1000     | 1015     | 크누트 대왕이 임명한 괴뢰                     |
| R    | 스베인 호콘손         |                  | 1000     | 1015     | 크누트 대왕이 임명한 괴뢰                     |
| I    | 올라프 2세            | 베스트폴드       | 1015     | 1028     |                                               |
| D    | 크누트 대왕           | 크누트           | 1028     | 1035     |                                               |
| R    | 호콘 에이릭손         | 크누트           | 1028     | 1029     |                                               |
| D    | 스베인 크누트손       | 크누트           | 1030     | 1035     |                                               |
| I    | 망누스 1세            | 베스트폴드       | 1035     | 1047     |                                               |
| I    | 하랄 3세              | 하르드라디       | 1046     | 1066     |                                               |
| I    | 망누스 2세            | 하르드라디       | 1066     | 1069     |                                               |
| I    | 올라프 3세            | 하르드라디       | 1067     | 1093     |                                               |
| I    | 호콘 망누손           | 하르드라디       | 1093     | 1094     |                                               |
| I    | 망누스 3세            | 하르드라디       | 1093     | 1103     |                                               |
| I    | 올라프 망누손         | 하르드라디       | 1103     | 1115     |                                               |
| I    | 외위스테인 1세        | 하르드라디       | 1103     | 1123     |                                               |
| I    | 시구르 1세            | 하르드라디       | 1103     | 1130     |                                               |
| I    | 망누스 4세            | 하르드라디       | 1130     | 1135     | 길리 가와 왕위다툼 시작(노르웨이 내전).       |
| I    | 하랄 4세              | 길리             | 1130     | 1136     | 하르드라디 가와 왕위다툼 시작(노르웨이 내전). |
| I    | 시구르 2세            | 길리             | 1136     | 1155     |                                               |
| I    | 잉에 1세              | 길리             | 1136     | 1161     |                                               |
| I    | 외위스테인 2세        | 길리             | 1142     | 1157     |                                               |
| I    | 망누스 하랄손         | 길리             | 1142     | 1145     |                                               |
| I    | 호콘 2세              | 길리             | 1157     | 1162     |                                               |
| I    | 망누스 5세            | 하르드라디       | 1161     | 1184     |                                               |
| I    | 스베레 시구르손       | 스베리르         | 1177     | 1202     |                                               |
| I    | 호콘 3세              | 스베리르         | 1202     | 1204     |                                               |
| I    | 구토름 시구르손       | 스베리르         | 1204     | 1204     |                                               |
| I    | 잉에 2세              | 길리             | 1204     | 1217     |                                               |
| I    | 호콘 4세              | 스베리르         | 1217     | 1263     | 노르웨이 내전 종료                            |
| I    | 망누스 6세            | 스베리르         | 1263     | 1280     |                                               |
| I    | 에이리크 2세          | 스베리르         | 1280     | 1299     |                                               |
| I    | 호콘 5세              | 스베리르         | 1299     | 1319     |                                               |
| S    | 망누스 7세            | 비엘보           | 1319     | 1343     |                                               |
| S    | 호콘 6세              | 비엘보           | 1343     | 1380     |                                               |
| D    | 올라프 4세            | 비엘보           | 1380     | 1387     |                                               |
| DS   | 마르그레테            | 에스트리센       | 1388     | 1389     |                                               |
| DS   | 에리크 3세            | 포메라니아       | 1389     | 1442     |                                               |
| DS   | 크리스토페르          | 팔츠노이마르크트 | 1442     | 1448     |                                               |
| R    | 시구르 욘손           | 수드레임         | 1448     | 1449     |                                               |
| S    | 칼 1세                | 본데             | 1449     | 1450     |                                               |
| DS   | 크리스티안 1세        | 올덴부르크       | 1450     | 1481     |                                               |
| R    | 공위기                |                  | 1481     | 1482     |                                               |
| R    | 욘 스발레손 스뫼르    | 올덴부르크       | 1482     | 1483     |                                               |
| D    | 한스                  | 올덴부르크       | 1483     | 1513     |                                               |
| D    | 크리스티안 2세        | 올덴부르크       | 1513     | 1523     |                                               |
| D    | 프레데리크 1세        | 올덴부르크       | 1523     | 1533     |                                               |
| D    | 크리스티안 3세        | 올덴부르크       | 1534     | 1559     |                                               |
| D    | 프레데리크 2세        | 올덴부르크       | 1559     | 1588     |                                               |
| D    | 크리스티안 4세        | 올덴부르크       | 1588     | 1648     |                                               |
| D    | 프레데리크 3세        | 올덴부르크       | 1648     | 1670     |                                               |
| D    | 크리스티안 5세        | 올덴부르크       | 1670     | 1699     |                                               |
| D    | 프레데리크 4세        | 올덴부르크       | 1699     | 1730     |                                               |
| D    | 크리스티안 6세        | 올덴부르크       | 1730     | 1746     |                                               |
| D    | 프레데리크 5세        | 올덴부르크       | 1746     | 1766     |                                               |
| D    | 크리스티안 7세        | 올덴부르크       | 1766     | 1808     |                                               |
| D    | 프레데리크 6세        | 올덴부르크       | 1808     | 1814     |                                               |
| I    | 크리스티안 프레데리크 | 올덴부르크       | 1814     | 1814     |                                               |
| S    | 칼 2세                | 홀슈타인고트로프 | 1814     | 1818     |                                               |
| S    | 칼 3세 요한           | 베르나도테       | 1818     | 1844     |                                               |
| S    | 오스카르 1세          | 베르나도테       | 1844     | 1859     |                                               |
| S    | 칼 4세                | 베르나도테       | 1859     | 1872     |                                               |
| S    | 오스카르 2세          | 베르나도테       | 1872     | 1905     |                                               |
| I    | 호콘 7세              | 글뤽스부르크     | 1905     | 1957     |                                               |
| I    | 올라프 5세            | 글뤽스부르크     | 1957     | 1991     |                                               |
| I    | 하랄 5세              | 글뤽스부르크     | 1991     | 현재     |                                               |

## 같이 보기
- 노르웨이의 총리 목록